# NGC 705
NGC 705 је лентикуларна галаксија у сазвежђу Андромеда која се налази на NGC листи објеката дубоког неба.
Деклинација објекта је + 36° 8' 40" а ректасцензија 1h 52m 41,6s. Привидна величина (магнитуда) објекта NGC 705 износи 13,7 а фотографска магнитуда 14,6. NGC 705 је још познат и под ознакама UGC 1345, MCG 6-5-30, CGCG 522-36, 6ZW 90, PGC 6958.